# 田中みのる (コンサルタント)
田中 みのる（たなか みのる、 1970年 （昭和45年）5月19日 - 、本名：田中稔）は、日本のマーケティング・コンサルタント、マーケッター。
ライズマーケティングオフィス株式会社代表、一般社団法人DXビジネスコンティニュー推進協会代表理事。

## 概要
大阪を拠点とし、活動範囲は全国各地に及びマーケティング・コンサルティング、セミナー登壇を多く手がける。販促セミナーの開催は全国各地で行われ、年間100回を超える。販促物が果たすべき役割や企画・制作者が持つべき心構えについて、様々な事例を多数用いた講演を行う。
「関係性のシナリオ作り」を基本とした売れる仕組みを日々研究し、ファン創りを目指す重要性を説く。販促物・チラシの作成や、Web・モバイルを活用したクロスメディアのプロモーションを手掛け、メディア接触時のターゲット・インサイトを追求する。クライアントが「全日本DM大賞」を受賞するなど、販促物に対するコンサルティングに定評がある。
視線予測サービス「VAS」のヘビーユーザーでもある。

## 経歴
1989年に郵政省（現・日本郵便）大阪中央郵便局窓口課に採用される。1997年以降は社員育成、法人営業などを担当し、街に点在する郵便局の営業活動の支援を行う。2003年には霞が関本社に移籍。高卒ノンキャリアながら、20万人を飛び越え史上初の霞が関勤務に抜擢された。
マーケティングの世界に興味を持ち、藤村正宏に師事し「エクスペリエンス・マーケティング・エバンジェリスト」の認定を受ける。また、斎藤一人（銀座まるかん）が運営する斉藤一人寺子屋塾の「認定講師」の認定を受ける。
2010年3月に約20年間勤務したジャパンポストを退職し、2010年4月、大阪府大阪市中央区にある船場ビルディング内にライズマーケティングオフィス株式会社を設立。
2021年6月に一般社団法人DXビジネスコンティニュー推進協会を設立し、代表理事に就任。

## 人物
ニックネームは「み～ちゃん」。
郵便局配達員時代に現場で多種多様の封書を取り扱ってきた経験から、大量に届くDMの中で開封してもらうには「読みすすめたくなる設計」が重要と考え、講演にて「人間は感情で動く生き物」「日常に会社の名前や広告が溢れている、ということは会社にとっては良いことだけれど、お客様からすると風景でしかなく、記憶に残らない」と語る。講演中も大阪生まれ大阪育ちの語り口がとてもパワフルだと評される。ビシソワーズの話が鉄板ネタ。
「あなたとあなたの大切な人に、山盛り良い事が起こりますように」を合言葉に、四葉のクローバーの種を持ち歩く。

## 登壇

### 講演会

#### 2010年
- 売れるコトバ～思わず買ってしまう言葉とは！～（2010年9月28日、一般財団法人 神奈川県経営者福祉振興財団）
- お金をかけずに売り上げを上げる方法～売上アップ応援セミナー～（2010年07月13日、西尾総合印刷株式会社）

#### 2011年
- 「共感・共鳴」のあるシナリオ作り（2011年12月１日、日本クリーニング生産性協議会）

- 経費をかけずに劇的に売上を増加する 中小企業だからできる３つの仕組みづくりセミナー（2011年12月5日、株式会社コンサルジェント）

#### 2012年
- 田中みのるのダイレクトマーケティング講座 3時間完全版（2012年4月17日、株式会社大和広告）

#### 2013年
- 日本郵政出身の人気コンサルタントが語る「他社と差がつく最新販促(DM)事例」（2013年2月1日、株式会社ネクスウェイ） - 人気講師のセミナー拡大版!!『顧客の再来店を促すDM術！』セミナー内
- 経営者が知っておくべき販促費を増やさず反応率を劇的に上げた方法（2013年6月11日、株式会社大和広告）

#### 2014年
- 実践販促セミナー その情報、届いていますか？～販促物の役割とコピーライティングの重要性～（2014年1月16日、コニカミノルタビジネスソリューションズ株式会社）
- 成果を上げるしくみ、伝わることば 公開セミナー（2014年9月16日、片岡メディアデザイン株式会社）

#### 2015年
- 販促物の役割とコピーライティングの重要性（2015年8月20日、三福綜合不動産・明朗社共催）

#### 2016年
- 第13回マーケティングセミナー（2016年11月26日、西尾総合印刷株式会社）

#### 2017年
- 販促物の役割とコピーライティングの重要性～伝わらないものは存在しない～（2017年5月16日、IDEC YOKOHAMA・公益法人横浜企業経営支援財団・横浜市中小企業支援センター）
- 販促物はお客様の行動を促す コミュニケーションツールである！（2017年11月9日、HAM株式会社、大阪会場）（2017年11月16日、HAM株式会社、姫路会場）
- 今さら聞けないデジタルマーケティングのキホン～デジタル活用の戦略設計と運用のポイント～（2017年12月14日、宣伝会議、北九州会場）（2017年12月15日、宣伝会議、福岡会場）（2017年12月19日、宣伝会議、長崎会場）（2017年12月20日、宣伝会議、熊本会場）

#### 2018年
- 2時間で習得！読み手に刺さる制作物の「いろは」（2018年7月6日、宣伝会議北陸本部）
- 顧客の反応率が高まるシナリオ作りと表現（2018年8月28日、宣伝会議、大阪会場）（2018年8月29日、宣伝会議、名古屋会場）（2018年9月13日、宣伝会議、福岡会場）

#### 2019年
- 2時間で習得!読み手に刺さる制作物の「いろは」（2019年1月21日、宣伝会議北陸本部）
- 販促のプロによる【お金をかけずに売上をあげる方法】～売上アップ応援セミナー～（2019年1月22日、クラブン株式会社）
- POD販促セミナー「販売促進を改善するため、探求するべき２つのポイント！」（2019年2月12日、リコージャパン株式会社）
- 売れるコトバ 実践ワークショップ（2019年2月21日、株式会社イムラ封筒）
- 【基調講演】モチベーションはどこからやってくるのか？（2019年2月26日、コニカミノルタジャパン株式会社） - KONICA MINOLTA bizhub fair 2019内
- 安売するな「価値」を売れ！売れるコトバセミナー（2019年3月6日、コーホク印刷株式会社）
- 価値を伝える重要性～「伝わらない」ものは存在しない～（2019年3月7日、東海機材株式会社）
- 明日から実践で使える販促心理学セミナー（2019年6月26日、コーホク印刷株式会社）
- 失敗から学ぶ 販促しくじりセミナー（2019年10月3日、コーホク印刷株式会社）
- その一行で売上が変わる！売れるコトバセミナー東京（2019年10月17日、株式会社イムラ封筒）
- ドコ見てんのよ！？～狙った視線は逃さない～（2019年10月18日、西尾総合印刷株式会社） - 映画館（イオンシネマ岡山）にて開催[20]

#### 2021年
- 文部科学省大学リカレント教育事業「社内クリエイター養成プログラム」（2021年9月16日、9月29日、10月12日、10月21日、学校法人先端教育機構事業構想大学院大学） - コンテンツ制作科目・ライティング[21]

#### 2022年
- お客さまから選ばれ続けるために必要なコトとは？（2022年2月8日、兵庫県商店連合会・兵庫県商店街振興組合連合会） - 公益財団法人 姫路・西はりま地場産業センター開催[22]

- 文部科学省大学リカレント教育事業「社内クリエイター養成プログラム」（2022年11月10日、11月28日、12月14日、12月19日、学校法人先端教育機構事業構想大学院大学） - コンテンツ制作科目・ライティング[23]

### オンライン配信セミナー

#### 2020年
- 【視線予測サービス「VAS」体験セミナー】 1時間で習得!読み手に刺さる制作物の「いろは」（2020年12月21日、宣伝会議）

#### 2021年
- 売り上げを「アゲる」言葉～もっと広告コピーを学ぶために～（2021年2月、兵庫県商店連合会・兵庫県商店街振興組合連合会）
- DM・チラシのモヤモヤを解消！ミニ・コンサル（2021年2月17日、株式会社イムラ封筒）
- ひとは「エピソード」で欲しくなる。売上アップの為の物語販促術セミナー（2021年3月18日 - 2021年3月22日、株式会社イムラ封筒）

## 書籍・執筆

### 関連書籍

#### 2010年
- 【事例で学ぶ】成功するDMの極意 全日本DM大賞年鑑2010（宣伝会議Business Books）（2010年4月15日、宣伝会議、ISBN 4883352323） - コラム「販促の寺子屋」を執筆。
- 宣伝会議 2013年 07月号（2013年6月、宣伝会議、ASIN B00CS5PHVC） - 現代宣伝・広告の実務特集にて「ダイレクトレスポンス広告の作り方「伝わる販促物PDCA検証」」を寄稿。

#### 2022年
- 月刊販促会議 2022年5月号 No.289（2022年4月1日、宣伝会議、JAN 4910167210524） - 売上を伸ばすための基礎知識・販促の基本「購買行動へ繋げる販促物ディレクション」を寄稿。
- 月刊販促会議 2022年12月号 No.296 コスパにタイパ！？顧客にとっての「お得感」を演出する事例＆アイデア（2022年11月1日、宣伝会議、JAN 4910167211224） - 「特集1　値引き以外で「買いたい」はつくれる？「お得感」を演出 事例＆アイデア」へ「OPINION お得だけでは反応しない。コスパなのかタイパなのか？生活者の「買いたい！」の正体とは」寄稿。

### 連載
- 『販促会議』2012年10月～2013年10月号「販促NOW」コーナーにて販促ツール解説　隔月連載（宣伝会議）
- 『SALON OWNER』2010～2012年度　マーケティングコラム「魁チラシ塾」連載（理美容教育出版）

### WEBコラム

#### 2018年
- 「問い合わせ」につなげるための広告・宣伝とは？（前編）（2018年07月17日、環境ビジネスオンライン）
- 「問い合わせ」につなげるための広告・宣伝とは？（後編）（2018年07月23日、環境ビジネスオンライン）